# Base (química quântica)
Um conjunto de bases em química teórica e computacional é um conjunto de funções (chamadas funções de base) que é usado para representar a função de onda eletrônica no método de Hartree-Fock ou na teoria do funcional da densidade para transformar as equações diferenciais parciais do modelo em equações algébricas adequadas para implementação eficiente em um computador.